# Мел Шепард
Мелвін Ше́пард (англ. Melvin Whinfield Sheppard, нар. 5 вересня 1883, Нью-Джерсі, США) — американський бігун, 4-разовий олімпійський чемпіон. Разом з Генрі Тейлором — найкращий спортсмен Олімпійських ігор 1908 року в Лондоні.

## Біографія

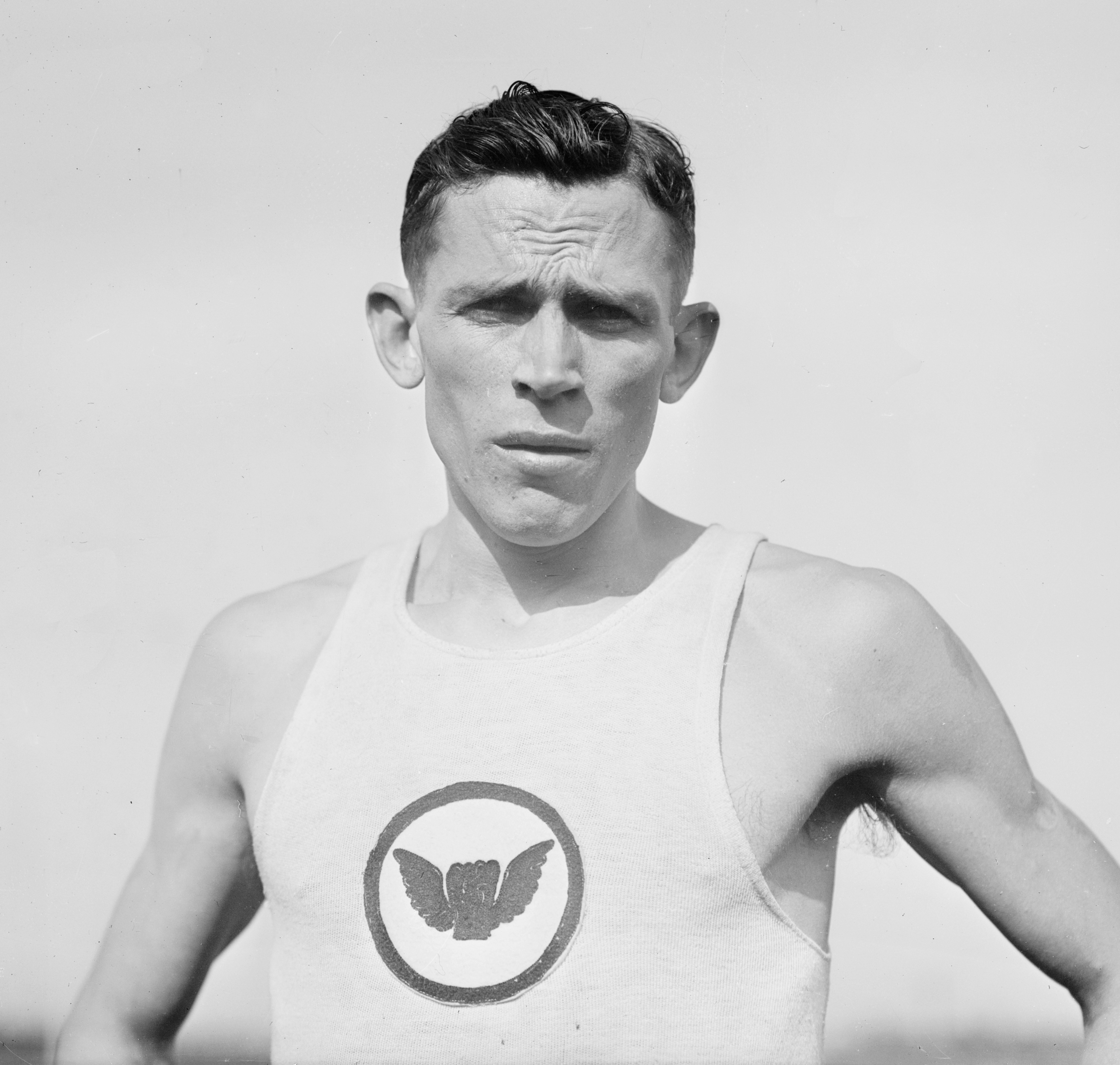
Шепард на Олімпійських іграх 1912 в Стокгольмі

Мелвін Шепард, на прізвисько «Незрівняний Мел» (англ. Peerless Mel) народився в Алмонессон Лейк — район Нью-Джерсі. Його не взяли в поліцію через збільшене серце. Незважаючи на це, він тричі поспіль стає чемпіоном США у 1906—1908 роках у бігу на 880 ярдів (805 м). До кінця 1907 року Шепард встановлює світові рекорди в закритих приміщеннях в забігах на 600, 880, 1000 ярдів та одну милю. Після цього він стає одним з фаворитів Олімпійських ігор 1908 року у Лондоні. Там він виграє забіги на 800 м і 1500 м, встановивши при цьому нові олімпійські рекорди, а також змішану естафету, в якій він біг на останній 800-метровій дистанції.
Після Ігор, він ще раз виграє національний чемпіонат у 1911 і 1912 роках, і знову бере участь в Олімпійських іграх 1912 в Стокгольмі. Разом зі своєю командою Шепард став в четвертий раз чемпіоном в естафеті 4×400 м, а також посів друге місце в гонці на 800 м.
По завершенні спортивної кар'єри мел працював тренером в численних спортивних клубах та громадських організаціях. 4 січня 1942 року Шепард помирає у своєму домі в районі Квінз, Нью-Йорк. У 1989 році Мел Шепард був включений до Американського легкоатлетичного Залу Слави.